# Nusplinger Plattenkalk

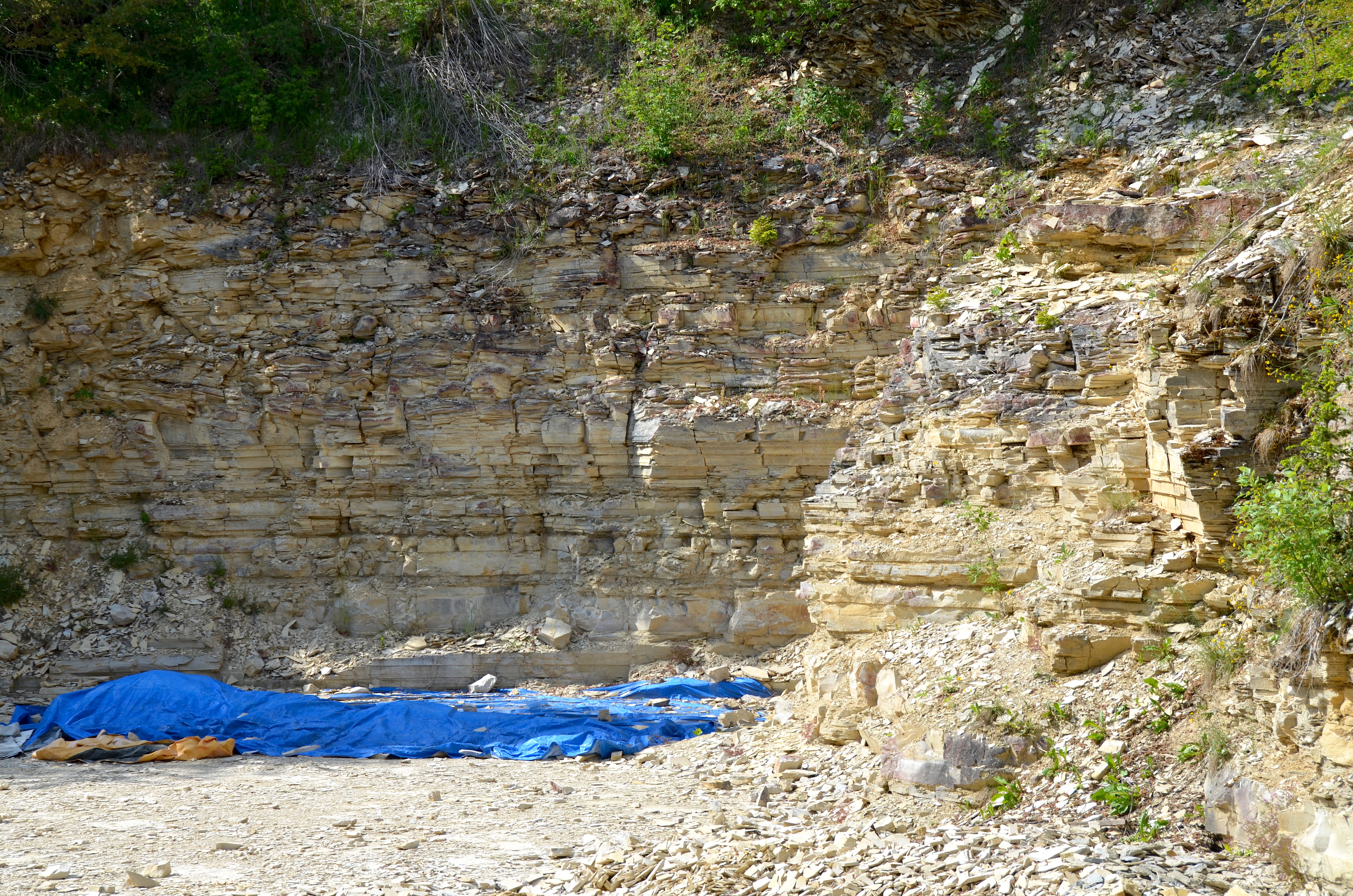
Nusplinger Plattenkalk-Steinbruch, NSG Westerberg bei Nusplingen

Der Nusplinger Plattenkalk ist eine geologische Gesteinseinheit bei Nusplingen im Zollernalbkreis, Baden-Württemberg. Er ist besonders als Fossillagerstätte aus dem Kimmeridgium, einer Stufe des Oberjura bekannt. Ähnlich wie der bekanntere Solnhofener Plattenkalk besteht er vor allem aus in einem marinen Becken abgelagerten Kalkstein. Bekannte Fossile umfassen Flugsaurier (Pterodactylus Suevicus), sowie den ältesten erdläufigen Hundertfüßer Eogeophilus, oder außergewöhnlich gut erhaltene Quastenflosser.
Der Plattenkalk wurde im 19. Jahrhundert nur über wenige Jahre zur Nutzung als Dach- und Bodenplatten und als Lithografie-Stein abgebaut. Erst im Jahr 2001 wurden wieder für die Lithografie geeignete Steine entdeckt.

## Geschichte

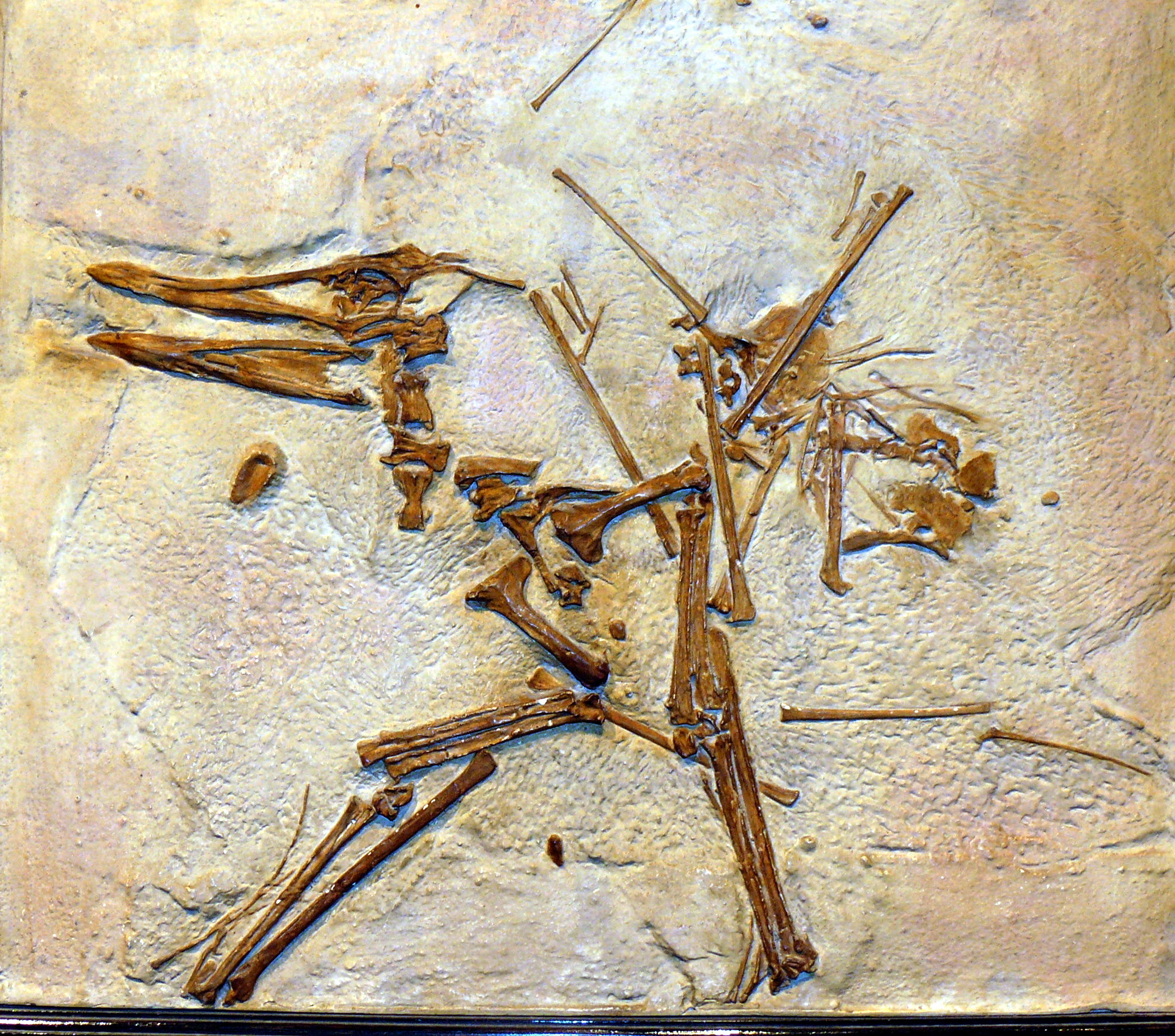
Cycnorhamphus suevicus (vormals Pterodactylus suevicus), einer der ersten vollständigen Pterosaurier, in Nusplingen vorgestellt von Quenstedt in 1855

### Kommerzielle Grabungen
Friedrich August Quenstedt von der Universität Tübingen nannte erstmals 1843 den Nusplinger Plattenkalk in einem Bericht, nachdem er von Friedrich Kinzelbach, einem ehemaligen Studenten und in Nusplingen arbeitenden Arzt, auf die Fundstelle hingewiesen worden war. Über die nächsten zehn Jahre erregte die Fundstelle immer weiter das Interesse lokaler Fossiliensammler, sowie auch von zwei Firmen, welche sich erhofften, Lithografiesteine zu gewinnen. Trotz eines Mangel an kommerziellen Erfolgen wurde die Fundstelle doch aus wissenschaftlichem Interesse weiter abgebaut. So wurden spektakuläre Funde wie der Flugsaurier 'Gallodactylus suevicus' und zwei Meereskrokodile der Gattung 'Geosaurus suevicus' geborgen. Erst 1869 wurde der Nusplinger Steinbruch wieder offiziell in Betrieb genommen, die Plattenkalke wurden zur Herstellung von Dach- und Bodenplatten abgebaut. Nur neun Jahre später wurde der Abbaubetrieb wieder eingestellt, die Platten hatten sich als wenig verwitterungsresistent erwiesen und wurden von den aufkommenden Dachziegeln abgelöst.
1896 wurde der Steinbruch wieder in Betrieb genommen, diesmal mit der klaren Absicht, spektakuläre Fossilien zu gewinnen. Dies war sowohl von wissenschaftlicher, als auch kommerzieller Seite von Erfolg geprägt. Dennoch beendete Bernhard Stürtz, der Direktor der grabenden Firma, bereits 1899 überraschend wieder die Ausgrabungen.

### Wissenschaftliche Grabungen
Unter Leitung der Universität Tübingen wurde gegen Ende des Jahres 1929 der Steinbruch erneut aufgewältigt, aufgrund finanzieller Engpässe verzögerte sich die Wiederaufnahme der Grabungen bis 1935, als der Freiwillige Arbeitsdienst zusagte, bei den Grabungen zu unterstuetzen. Noch im selben Jahr wurden die Grabungen wieder eingestellt. 1938 gelang es dem Verein für vaterländische Naturkunde in Württemberg, das Gelände des Steinbruchs aufzukaufen.
Danach erfolgten nur 1946 unter der Universität Paris und 1962 unter der Universität Tübingen Bemühungen, den Steinbruch erneut zu eröffnen, beide Male ließ mangelnder Erfolg diese Bemühungen schnell wieder vergehen.
Erst 1980, als ein weiterer kleiner Steinbruch zur Gewinnung von Wegschotter in Egesheim eröffnet und durch Bemühung des Staatlichen Museums für Naturkunde Stuttgart drei Jahre später unter Naturschutz gestellt wurde, stieg das Interesse am Steinbruch wieder. Unter Leitung des Museums begannen 1993 in Egesheim und 1994 in Nusplingen wissenschaftliche Grabungen, welche bis mindestens 2015 andauerten.

## Geologie

### Entstehung
Zur Zeit des Kimmeridge, gegen Ende des Juras, war Mitteleuropa größtenteils von Flachmeeren bedeckt. Durch die damalige Äquatornähe bildeten sich im Gebiet der schwäbischen Alb Schwammriffe, welche teilweise bis 100 m über den Meeresboden ragten. Zwischen diesen Schwammriffen bildeten sich wannenartige Strukturen, Lagunen genannt, welche mit Kalk verfüllt wurden. Die besonderen Bedingungen zur Bildung von Plattenkalk wie in Nusplingen waren jedoch nur gegeben, sobald die Schwammriffe die Meeresoberfläche durchstießen und somit die Lagune nahezu komplett isolierten. In Nusplingen lässt sich ein abrupter Wechsel zwischen massivem Kalkstein und Plattenkalk bemerken, was durch sehr schnelle Prozesse bei der Isolation zu erklären ist. Während in den massiven Kalken ein für das Jura typischer Fossilbestand beobachtet werden kann, setzt mit den Plattenkalken auch die ausgezeichnete Fossilführung ein, die den Nusplinger Plattenkalk so bekannt macht.

### Gesteinsbeschreibung
Die hellgrau-beigen Kalksteine sind dicht, teils feinkörnig, plattig (<13 cm) bis dünnplattig (>0,2 cm). Eingeschaltet sind einzelne Bänke von 10–35 cm Mächtigkeit, gelegentlich auch Bankkalksteine bis 60 cm. Vorkommende Schrägschichtung lässt sich auf subaqautische Rutschungen zurückführen. Auf den unregelmäßigen Schicht- und Kluftflächen sind Dendriten zu finden. Die gesamte geologische Mächtigkeit beträgt 10–17 m, davon sind 3 m bzw. 7,5 m hohe Profile bei Grabungen des Stuttgarter Naturkundemuseums aufgeschlossen.

### Datierung
Aufgrund der relativen Häufigkeit des Juras auf der Schwäbischen Alb glaubten frühe Geologen wie Quenstedt oder Albert Oppel an eine Gleichaltrigkeit von Solnhofer, Nuspliger und weiteren schwäbischen Plattenkalken. Mithilfe der genauen Betrachtung von Ammoniten-Vergesellschaftungen lässt sich eine zeitliche Auflösung von weniger als 100 000 Jahren bestimmen. So zeigte sich, dass der Nusplinger Plattenkalk bereits 500 000 Jahre vor dem Solnhofener Plattenkalk entstanden war, womit er in die Stufe des Ober-Kimmeridgiums fällt. Ebenso lässt sich ablesen, dass der gesamte Ablagerungsraum des Nusplinger Plattenkalks in nur wenigen Jahrzehntausenden entstand.

## Fossilien
Quelle ist, falls nicht in Anmerkungen anders indiziert,

### Schwämme(Porifera)
| Gattung       | Art               | Anmerkungen | Bilder |
| ------------- | ----------------- | ----------- | ------ |
| Codites       | C. dubius         |             |        |
| Codites       | C. serpentinus    |             |        |
| Codites       | C. subarticulatus |             |        |
| Codites       | C. ciliatus       |             |        |
| Crispispongia | C. stolata        |             |        |
| Cypellia      | C. sp             |             |        |
| Laocoetis     | L. schweiggeri    |             |        |
| Peronidella   | P. cylindrica     |             |        |
| Stauroderma   | S. sp             |             |        |
| Trochobolus   | T. dentatus       |             |        |
| Trochobolus   | T. sp             |             |        |
| Verrucocoelia | V. sp             |             |        |

### Blumentiere(Anthozoa)
| Gattung       | Art   | Anmerkungen | Bilder |
| ------------- | ----- | ----------- | ------ |
| Trochocyathus | T. sp |             |        |

### Weichtiere(Mollusca)

#### Muscheln (Lamellibranchia)
| Gattung        | Art               | Anmerkungen | Bilder |
| -------------- | ----------------- | ----------- | ------ |
| Actinostreon   | A. gregareum      |             |        |
| Arca           | A. fracta         |             |        |
| Camptonectes   | C. auritus        |             |        |
| Chlamys        | C. textoria       |             |        |
| Cingentolium   | C. cingulatum     |             |        |
| Ctenostreon    | C. pectiniforme   |             |        |
| Eopecten       | E. velatus        |             |        |
| Liostrea       | L. roemeri        |             |        |
| Liostrea       | L. socialis       |             |        |
| Nanogyra       | N. virgula        |             |        |
| Plagiostoma    | P. pratzi         |             |        |
| Propeamussium  | P. nonarium       |             |        |
| Pseudolimea    | P. duplicata      |             |        |
| Radulopecten   | R. sigmaringensis |             |        |
| Spondylopecten | S. palinurus      |             |        |
| Spondylopecten | S. subspinosus    |             |        |

#### Schnecken(Gastropoda)
| Gattung    | Art           | Anmerkungen | Bilder |
| ---------- | ------------- | ----------- | ------ |
| Amberleya  | A. sp         |             |        |
| Leptomaria | L. umbilicata |             |        |

#### Ammoniten(Ammonoidea)
| Gattung             | Art                 | Anmerkungen | Bilder |
| ------------------- | ------------------- | ----------- | ------ |
| Aspidoceras         | A. catalaunicum     |             |        |
| Euvirgalithacoceras | E. sp               |             |        |
| Glochiceras         | G. lens             |             |        |
| Granulochetoceras   | G. ornatum          |             |        |
| Hybonotella         | H. sp               |             |        |
| Hybonoticeras       | H. harpephorum      |             |        |
| Hybonoticeras       | H. sp               |             |        |
| Lingulaticeras      | L. sp               |             |        |
| Lingulaticeras      | L. pseudopercevali  |             |        |
| Lithacoceras        | L. fasciferum       |             |        |
| Lithacoceras        | L. onukii           |             |        |
| Lithacoceras        | L. ulmense          |             |        |
| Neochetoceras       | N. praecursor       |             |        |
| Neochetoceras       | N. subnudatum       |             |        |
| Ochetoceras         | O. zio              |             |        |
| Physodoceras        | P. nattheimense     |             |        |
| Silicisphinctes     | S. hoelderi         |             |        |
| Silicisphinctes     | S. keratinitiformis |             |        |
| Silicisphinctes     | S. oxypleurus       |             |        |
| Silicisphinctes     | S. russi            |             |        |
| Streblites          | S. zlatarskii       |             |        |
| Subplanites         | S. sp               |             |        |
| Sutneria            | S. rebholzi         |             |        |
| Taramelliceras      | T. sp               |             |        |

#### Nautiloideen(Nautiloidea)
| Gattung       | Art   | Anmerkungen | Bilder |
| ------------- | ----- | ----------- | ------ |
| Cenoceras     | C. sp |             |        |
| Pseudaganides | P. sp |             |        |

#### Belemniten(Belemnoidea)
| Gattung    | Art             | Anmerkungen | Bilder |
| ---------- | --------------- | ----------- | ------ |
| Hibolithes | H. semisulcatus |             |        |
| Raphibelus | R. acicula      |             |        |

#### AndereKopffüßer(Cephalopoden)
| Gattung        | Art              | Anmerkungen | Bilder |
| -------------- | ---------------- | ----------- | ------ |
| Deinuncus      | D. sp            |             |        |
| Leptotheuthis  | L. gigas         |             |        |
| Parloviteuthis | P. kapitzkei     |             |        |
| Pearceiteuthis | P. sp            |             |        |
| Plesioteuthis  | P. prisca        |             |        |
| Trachyteuthis  | T. hastiformis   |             |        |
| Trachyteuthis  | T. nusplingensis |             |        |

### Vielborster(Polychaeta)
| Gattung     | Art             | Anmerkungen | Bilder |
| ----------- | --------------- | ----------- | ------ |
| Eunicites   | E. proavus      |             |        |
| Ficopomatus | F. sp           |             |        |
| Muensteria  | M. lacunosa     |             |        |
| Muensteria  | M. encoelioides |             |        |
| Serpula     | S. sp           |             |        |
| Terebella   | T. sp           |             |        |

### Insekten(Insekta)
Mehrere nicht benannte Käfer sowie eine Tipuloidea sind von dieser Fundstelle bekannt.
| Gattung          | Art              | Anmerkungen | Bilder |
| ---------------- | ---------------- | ----------- | ------ |
| Aeschnidium      | A. densum        |             |        |
| Cymatophlebia    | C. longialata    |             |        |
| Cymatophlebia    | C. sp            |             |        |
| Orthophlebia     | O. sp            |             |        |
| Stenophlebia     | S. rolfhuggeri   |             |        |
| Brunateaschnidum | B. nusplingensis |             |        |

### Hundertfüßer(Chilopoda)
| Gattung     | Art              | Anmerkungen | Bilder |
| ----------- | ---------------- | ----------- | ------ |
| Eogeophilus | E. nusplingensis |             |        |

### Pfeilschwanzkrebse(Limulidae)
| Gattung     | Art        | Anmerkungen | Bilder |
| ----------- | ---------- | ----------- | ------ |
| Mesolimulus | M. walchii |             |        |

### Krebstiere(Crustaceans)

#### Garnelen(Natantia)
| Gattung        | Art               | Anmerkungen | Bilder |
| -------------- | ----------------- | ----------- | ------ |
| Acanthochirana | A. cordate quelle |             |        |
| Aeger          | A. tipularius     |             |        |
| Antrimpos      | A. nonodon        |             |        |
| Antrimpos      | A. undenarius     |             |        |
| Buergerocaris  | B. psittacoides   |             |        |
| Bylgia         | B. spinosa        |             |        |
| Bylgia         | B. sp             |             |        |
| Dusa           | D. araneae        |             |        |
| Dusa           | D. monocera       |             |        |
| Harthofia      | H. sp             |             |        |
| Hefriga        | H. frischmanni    |             |        |
| Hefriga        | H. serrata        |             |        |
| Pseudodusa     | P. frattigianii   |             |        |

#### Reptantia
| Gattung           | Art                | Anmerkungen                                                                             | Bilder |
| ----------------- | ------------------ | --------------------------------------------------------------------------------------- | ------ |
| Coleia            | C. longipes        |                                                                                         |        |
| Cycleryon         | C. orbiculatus     |                                                                                         |        |
| Cycleryon         | C. propinquus      | Cycleryon spinimanus is a synonym of this species, as they represent sexual dimorphism. |        |
| Eryma             | E. modestiforme    |                                                                                         |        |
| Eryma             | E. punctatum       |                                                                                         |        |
| Erymastacus       | E. major           |                                                                                         |        |
| Galicia           | G. westphali       |                                                                                         |        |
| Glyphea           | G. pseudoscyllarus |                                                                                         |        |
| Palaeastacus      | P. fuciformis      |                                                                                         |        |
| Palaeopentacheles | P. roettenbacheri  |                                                                                         |        |
| Palinurina        | P. sp              |                                                                                         |        |
| Pseudastacus      | P. sp              |                                                                                         |        |
| Pustulia          | P. minuta          |                                                                                         |        |
| Pustulia          | P. suevica         |                                                                                         |        |

#### Mysidacea
| Gattung | Art          | Anmerkungen | Bilder |
| ------- | ------------ | ----------- | ------ |
| Elder   | E. ungulatus | [ 7 ]       |        |
| Naranda | N. anomala   |             |        |

#### Andere Krebstiere
| Gattung | Art              | Anmerkungen                | Bilder |
| ------- | ---------------- | -------------------------- | ------ |
| Sculda  | S. spinosa       | kleiner Fangschreckenkrebs |        |
| Palaega | P. nusplingensis | Isopoda                    |        |
| Eolepas | E. quenstedti    | Entenmuscheln              |        |

### Thylacocephala
| Gattung    | Art          | Anmerkungen | Bilder |
| ---------- | ------------ | ----------- | ------ |
| Mayrocaris | M. bucculata |             |        |

### Armfüßer(Brachiopoda)
| Gattung        | Art             | Anmerkungen | Bilder |
| -------------- | --------------- | ----------- | ------ |
| Cheirothyris   | C. fleuriausa   |             |        |
| Juralina       | J. insigne      |             |        |
| Lacunosella    | L. sp           |             |        |
| Ornithella     | O. pentagonalis |             |        |
| Rioultina      | R. sp           |             |        |
| Terebratulina  | T. substriata   |             |        |
| Torquirhynchia | T. speciosa     |             |        |

### Stachelhäuter(Echinodermata)

#### Seeigel(Echinoidea)
| Gattung       | Art              | Anmerkungen | Bilder |
| ------------- | ---------------- | ----------- | ------ |
| Diplocidaris  | D. cladifera     |             |        |
| Diplopodia    | D. subungularis  |             |        |
| Gymnocidaris  | G. sp            |             |        |
| Holectypus    | H. orificatus    |             |        |
| Nenoticidaris | N. hsitricoides  |             |        |
| Paracidaris   | P. florigemma    |             |        |
| Plegiocidaris | P. crucifera     |             |        |
| Polycidaris   | P. nusplingensis |             |        |
| Rhabdocidaris | R. boehmi        |             |        |
| Stomechinus   | S. perlatus      |             |        |

#### Seesterne(Asteroidea)
| Gattung     | Art           | Anmerkungen | Bilder |
| ----------- | ------------- | ----------- | ------ |
| Sphaeraster | S. granulatus |             |        |
| Tylasteria  | T. jurensis   |             |        |

#### Schlangensterne(Ophiuroidea)
| Gattung  | Art            | Anmerkungen | Bilder |
| -------- | -------------- | ----------- | ------ |
| Sinosura | S. kelheimense |             |        |

#### Seelilien und Haarsterne(Crinoidea)
| Gattung        | Art        | Anmerkungen | Bilder |
| -------------- | ---------- | ----------- | ------ |
| Comaturella    | C. formosa |             |        |
| Millericrinus  | M. milleri |             |        |
| Plicatocrinus  | P. fraasi  |             |        |
| Saccocoma      | S. tenella |             |        |
| Solanocrinites | S. sp      |             |        |

### Wirbeltiere(Vertebraten)

#### Plattenkiemer(Elasmobranchii)
| Gattung        | Art             | Anmerkungen | Bilder |
| -------------- | --------------- | ----------- | ------ |
| Belemnobatis   | B. sismondae    |             |        |
| Heterodontus   | H. falcifer     |             |        |
| Notidanoides   | N. muensteri    |             |        |
| Notidanoides   | N. serratus     |             |        |
| Palaeoscyllium | P. sp           |             |        |
| Paraorthacodus | P. jurensis     |             |        |
| Pseudorhina    | P. acanthoderma |             |        |
| Sphenodus      | S. macer        |             |        |
| Sphenodus      | S. nitidus      |             |        |
| Synechodus     | S. ungeri       |             |        |

#### Holocephali
| Gattung      | Art           | Anmerkungen | Bilder |
| ------------ | ------------- | ----------- | ------ |
| Elasmodectes | E. avitus     |             |        |
| Ischyodus    | I. quenstedti |             |        |

#### Quastenflosser(Crossopterygiformes)
| Gattung    | Art            | Anmerkungen | Bilder |
| ---------- | -------------- | ----------- | ------ |
| Coccoderma | C. suevicum    |             |        |
| Undina     | U. penicillata |             |        |

#### Strahlenflosser(Actinopterygii)
| Gattung        | Art               | Anmerkungen | Bilder |
| -------------- | ----------------- | ----------- | ------ |
| Allothrissops  | A. mesogaster     |             |        |
| Allothrissops  | A. sp             |             |        |
| Anaethalion    | A. angustus       |             |        |
| Anaethalion    | A. cirinensis     |             |        |
| Aspidorhynchus | A. acutirostris   |             |        |
| Caturus        | C. furcatus       |             |        |
| Eurycormus     | E. speciosus      |             |        |
| Eurypoma       | E. grande         |             |        |
| Furo           | F. aldingeri      |             |        |
| Furo           | F. microlepidotus |             |        |
| Furo           | F. praelongus     |             |        |
| Furo           | F. sp             |             |        |
| Gyrodus        | G. circularis     |             |        |
| Hypsocormus    | H. macrodon       |             |        |
| Ionoscopus     | I. cyprinoides    |             |        |
| Leptolepides   | L. sprattiformis  |             |        |
| Ophiopsis      | O. procera        |             |        |
| Sanctusichthys | S. rieteri        |             |        |
| Siemensichthys | S. macrocephalus  |             |        |
| Simocormus     | S. macrolepidotus |             |        |
| Solnhofenamia  | S. elongata       |             |        |
| Tharsis        | T. dubius         |             |        |
| Thrissops      | T. subovatus      |             |        |

#### Schildkröten(Testudinata)
| Gattung     | Art   | Anmerkungen | Bilder |
| ----------- | ----- | ----------- | ------ |
| Eurysternum | E. sp |             |        |

#### Pseudosuchia
| Gattung        | Art         | Anmerkungen | Bilder |
| -------------- | ----------- | ----------- | ------ |
| Cricosaurus    | C. suevicus |             |        |
| Dakosaurus     | D. maximus  |             |        |
| "Steneosaurus" | S. sp       |             |        |

#### Flugsaurier(Pterosauria)
| Gattung         | Art            | Anmerkungen                                  | Bilder |
| --------------- | -------------- | -------------------------------------------- | ------ |
| Ardeadactylus   | A. longicollum | Zuerst als Art von Pterodactylus beschrieben |        |
| Cycnorhamphus   | C. suevicus    |                                              |        |
| Rhamphorhynchus | R. longiceps   | Vermutlich Synonym zu R. muensteri           |        |
| Rhamphorhynchus | R. muensteri   |                                              |        |